# Giacomo Boncompagni (cardinale)
Giacomo Boncompagni (Isola del Liri, 15 maggio 1652 – Roma, 24 marzo 1731) è stato un cardinale e arcivescovo cattolico italiano.

## Biografia
Nacque a Isola del Liri, presso Sora, nel Lazio, il 15 maggio 1652 da Ugo Boncompagni e Maria Ruffo. Fu pronipote del cardinale Francesco Boncompagni e nipote del cardinale Girolamo Boncompagni, già arcivescovo di Bologna. Fu inoltre prozio del cardinale Gregorio Anton Maria Salviati.
Studiò all'università La Sapienza di Roma, ottenendo la laurea sia in diritto civile che in diritto canonico nel 1676.
Ancora in giovane età fu cavaliere del Sovrano Ordine di Malta. Stabilitosi a Roma, durante il pontificato di papa Alessandro VIII fu governatore di Orvieto e vice-governatore di Fermo.
Il 17 aprile 1690 fu nominato arcivescovo di Bologna, con una speciale dispensa in quanto non aveva ancora ricevuto l'ordinazione sacerdotale.
Papa Innocenzo XII lo elevò al rango di cardinale nel concistoro del 12 dicembre 1695. Partecipò a quattro conclavi: quello del 1700, che elesse papa Clemente XI; quello del 1721, dove fu eletto papa Innocenzo XIII; quello del 1724, in cui fu eletto papa Benedetto XIII; infine, quello del 1730, conclusosi con l'elezione di papa Clemente XII.
Morì il 24 marzo 1731 all'età di 78 anni.

## Genealogia episcopale e successione apostolica
La genealogia episcopale è:
- Cardinale Scipione Rebiba
- Cardinale Giulio Antonio Santori
- Cardinale Girolamo Bernerio, O.P.
- Arcivescovo Galeazzo Sanvitale
- Cardinale Ludovico Ludovisi
- Cardinale Luigi Caetani
- Cardinale Ulderico Carpegna
- Cardinale Paluzzo Paluzzi Altieri degli Albertoni
- Cardinale Gaspare Carpegna
- Cardinale Giacomo Boncompagni

La successione apostolica è:
- Cardinale Domenico Tarugi (1696)
- Vescovo Fabrizio Pignatelli (1696)
- Vescovo Pietro Paolo Calorio, C.R.S. (1708)
- Vescovo Alessandro Dolfi (1721)
- Cardinale Vincenzo Ludovico Gotti, O.P. (1728)

## Albero genealogico
|                                       |                                  |                                           | Genitori                                        |  |  | Nonni |  |  | Bisnonni                            |  |  | Trisnonni          |  |
|                                       |                                  |                                           |                                                 |  |  |       |  |  | Giacomo Boncompagni, I duca di Sora |  |  | Papa Gregorio XIII |  |
|                                       |                                  |                                           |                                                 |  |  |       |  |  | Giacomo Boncompagni, I duca di Sora |  |  | Papa Gregorio XIII |  |
|                                       |                                  | Maddalena Fulchini                        |                                                 |  |  |       |  |  | Giacomo Boncompagni, I duca di Sora |  |  |                    |  |
| Gregorio Boncompagni, II duca di Sora |                                  |                                           |                                                 |  |  |       |  |  | Giacomo Boncompagni, I duca di Sora |  |  |                    |  |
|                                       |                                  | Costanza Sforza di Santa Fiora            | Sforza Sforza, X conte di Santa Fiora           |  |  |       |  |  |                                     |  |  |                    |  |
|                                       |                                  | Costanza Sforza di Santa Fiora            | Sforza Sforza, X conte di Santa Fiora           |  |  |       |  |  |                                     |  |  |                    |  |
|                                       |                                  | Costanza Sforza di Santa Fiora            | Luigia Pallavicino                              |  |  |       |  |  |                                     |  |  |                    |  |
| Ugo Boncompagni, IV duca di Sora      |                                  | Costanza Sforza di Santa Fiora            |                                                 |  |  |       |  |  |                                     |  |  |                    |  |
|                                       |                                  | Juan Bautista Zapata y Cisneros           | Francisco Zapata y Cisneros, I conte di Barajas |  |  |       |  |  |                                     |  |  |                    |  |
|                                       |                                  | Juan Bautista Zapata y Cisneros           | Francisco Zapata y Cisneros, I conte di Barajas |  |  |       |  |  |                                     |  |  |                    |  |
|                                       |                                  | Juan Bautista Zapata y Cisneros           | Maria Clara de Mendoza                          |  |  |       |  |  |                                     |  |  |                    |  |
| Eleonora Zapata                       |                                  | Juan Bautista Zapata y Cisneros           |                                                 |  |  |       |  |  |                                     |  |  |                    |  |
|                                       |                                  | Caterina Brancia                          | Ottavio Brancia, signore di Castelpagano        |  |  |       |  |  |                                     |  |  |                    |  |
|                                       |                                  | Caterina Brancia                          | Ottavio Brancia, signore di Castelpagano        |  |  |       |  |  |                                     |  |  |                    |  |
|                                       |                                  | Caterina Brancia                          | Giulia Carafa                                   |  |  |       |  |  |                                     |  |  |                    |  |
| Giacomo Boncompagni                   |                                  | Caterina Brancia                          |                                                 |  |  |       |  |  |                                     |  |  |                    |  |
|                                       | Carlo I Ruffo, I duca di Bagnara | Gian Giacomo Ruffo                        |                                                 |  |  |       |  |  |                                     |  |  |                    |  |
|                                       | Carlo I Ruffo, I duca di Bagnara | Gian Giacomo Ruffo                        |                                                 |  |  |       |  |  |                                     |  |  |                    |  |
|                                       | Carlo I Ruffo, I duca di Bagnara | Ippolita Spinelli                         |                                                 |  |  |       |  |  |                                     |  |  |                    |  |
| Francesco Ruffo, II duca di Bagnara   | Carlo I Ruffo, I duca di Bagnara |                                           |                                                 |  |  |       |  |  |                                     |  |  |                    |  |
|                                       |                                  | Antonia Spadafora                         | Federico Spadafora, barone del Biscotto         |  |  |       |  |  |                                     |  |  |                    |  |
|                                       |                                  | Antonia Spadafora                         | Federico Spadafora, barone del Biscotto         |  |  |       |  |  |                                     |  |  |                    |  |
|                                       |                                  | Antonia Spadafora                         | Giulia Alliata                                  |  |  |       |  |  |                                     |  |  |                    |  |
| Maria Ruffo                           |                                  | Antonia Spadafora                         |                                                 |  |  |       |  |  |                                     |  |  |                    |  |
|                                       |                                  | Vincenzo Ruffo, signore di Santa Severina | Marcello Ruffo                                  |  |  |       |  |  |                                     |  |  |                    |  |
|                                       |                                  | Vincenzo Ruffo, signore di Santa Severina | Marcello Ruffo                                  |  |  |       |  |  |                                     |  |  |                    |  |
|                                       |                                  | Vincenzo Ruffo, signore di Santa Severina | Juana de Benavides                              |  |  |       |  |  |                                     |  |  |                    |  |
| Guiomara Ruffo                        |                                  | Vincenzo Ruffo, signore di Santa Severina |                                                 |  |  |       |  |  |                                     |  |  |                    |  |
|                                       |                                  | Maria Ruffo, II principessa di Scilla     | Francesco Ruffo, I. principe di Scilla          |  |  |       |  |  |                                     |  |  |                    |  |
|                                       |                                  | Maria Ruffo, II principessa di Scilla     | Francesco Ruffo, I. principe di Scilla          |  |  |       |  |  |                                     |  |  |                    |  |
|                                       |                                  | Maria Ruffo, II principessa di Scilla     | …                                               |  |  |       |  |  |                                     |  |  |                    |  |
|                                       |                                  | Maria Ruffo, II principessa di Scilla     |                                                 |  |  |       |  |  |                                     |  |  |                    |  |